# McComb
McComb – wieś w Stanach Zjednoczonych, w stanie Ohio, w hrabstwie Hancock.